# The Razors Edge
A The Razors Edge az ausztrál AC/DC együttes tizenegyedik albuma, amely 1990. szeptember 21-én jelent meg az Atlantic Records kiadásában. Ez az egyetlen AC/DC-stúdióalbum, amelyen Chris Slade dobol. A lemez többszörös platina lett Észak-Amerikában és Angliában. Több nagy sikerű dal is szerepel rajta, például a Thunderstruck vagy a Moneytalks. Az album visszahozta az együttes kereskedelmi sikerét és népszerűségét, amely a nyolcvanas évek közepén lehanyatlott. A lemezt újra kiadták 2003-ban az AC/DC Remasters sorozat részeként.

## Története
A lemezfelvétel előtt, 1990 januárjában, a dobos Simon Wright elhagyta a zenekart, hogy csatlakozzon a Dióhoz. Utódja az a Chris Slade lett, aki már akkor jól ismert név volt; olyan előadókkal dolgozott együtt korábban, mint Manfred Mann, David Gilmour, Jimmy Page, Paul Rodgers, vagy Gary Moore.
1990 február végén kezdődtek az album felvételei Írországban George Young irányításával. Öt hét munka után azonban George Young kiszállt a projektből, a zenekar pedig átköltözött Kanadába, hogy Bruce Fairbairn producerrel és Mike Fraser hangmérnökkel folytassák a felvételeket. Fairbrain előzőleg a Bon Jovi és az Aerosmith milliós eladásokat hozó lemezein dolgozott.
Először fordult elő, hogy ötlethiány miatt a dalszövegek megírásában nem vett részt az énekes. Így a két fő dalszerző, Malcolm és Angus Young nem csak a zenét, de a szövegeket is együtt rakta össze. A szeptemberi lemezmegjelenés előtt Londonban, a Brixton Academyben forgattak klipet a Thunderstruck című dalra David Mallet rendezővel. A Thunderstruck kislemez a Billboard Mainstream Rock listáján az 5. helyet szerezte meg. A The Razors Edge album szintén hatalmas siker volt, már megjelenése pillanatában. Amerikában a lemezeladási listán a 2. pozíciót szerezte meg, míg Angliában a 4. helyig jutott.

## Az album dalai
|     | Cím                                 | Hossz |
| --- | ----------------------------------- | ----- |
| 1.  | Thunderstruck                       | 4:52  |
| 2.  | Fire Your Guns                      | 2:53  |
| 3.  | Moneytalks                          | 3:45  |
| 4.  | The Razors Edge                     | 4:22  |
| 5.  | Mistress for Christmas              | 3:59  |
| 6.  | Rock Your Heart Out                 | 4:06  |
| 7.  | Are You Ready                       | 4:10  |
| 8.  | Got You by the Balls                | 4:30  |
| 9.  | Shot of Love                        | 3:56  |
| 10. | Lets Make It                        | 3:32  |
| 11. | Goodbye & Good Riddance to Bad Luck | 3:13  |
| 12. | If You Dare                         | 3:08  |

## Közreműködtek
- Brian Johnson – ének
- Angus Young – szólógitár
- Malcolm Young – ritmusgitár
- Cliff Williams – basszusgitár
- Chris Slade – dob

## Turné
Az amerikai lemezbemutató turné 1990 novemberi elindulása után nem sokkal az album már platina státuszt ért el az USA-ban (1 millió eladott példány). A turné kezdetén Philadelphiában klipet forgattak a Moneytalks c. számhoz. Az amerikai koncertsorozat második körét a következő év januárjában kezdték. Január 18-án Salt Lake Cityben tragédia történt a közönségben. Három tinédzser rajongó halt meg a tömeg nyomulása miatt. A koncertet félbeszakították, de a turné folytatódott. Az egyik elhunyt fiatal szülei gondatlanságból elkövetett emberölés miatt beperelte a zenekart, de az ügyet elvetették.
1991 tavaszán az Európa-turné következett, amelynek több koncertjét is rögzítették. Esténként több mint két órát játszott az együttes. A felvételek a Live című koncertlemezen jelentek meg. Augusztusban a Metallica, a Mötley Crüe, a Queensrÿche és a The Black Crowes társaságában, főzenekarként vettek részt a Monsters of Rock fesztiválturné állomásain, amelynek része volt az AC/DC első magyarországi fellépése is a Népstadionban. Az augusztus 17-i Donington Park-i nagykoncert videófelvétele később a Live koncertalbummal egyidőben jelent meg Live at Donington címmel. A fesztiválturné szeptember 28-i, moszkvai állomásán 1,2 millió ember előtt adtak ingyenes koncertet.
A The Razors Edge-turné utolsó szakasza Ausztráliában és Új-Zélandon zajlott, október közepétől. A világkörüli turné zárókoncertjén, november 16-án Aucklandben a korábbi dobosuk, Phil Rudd is tiszteletét tette.